# Rama Deva Raya
Rama Deva Raya, anche Vira Rama Deva Raya (... – 1632), salì al trono dopo una sanguinosa guerra nel 1617 come sovrano dell’Impero Vijayanagara nel sud dell’India.

## La guerra civile
Nel 1614 suo padre, Sriranga II (il precedente sovrano) e la famiglia reale venne uccisa dalle fazioni rivali dirette da Jagga Raya. Rama Deva scampò al massacro grazie a Yachamanedu, un fedele comandante e viceré, che riuscì a farlo fuggire dalle prigioni in cui era stato rinchiuso.
In una lunga battaglia (battaglia di Toppur) tra le due fazioni rivali, in cui la totalità del regno prese parte, Jagga Raya venne sconfitto, e il suo stato, Gobburi, a sud-ovest di Nellore, venne invaso dalle truppe di Yachamanedu. 
Yethiraja, il fratello di Jagga Raya, dopo aver perso la battaglia di Toppur, venne sconfitto e imprigionato. 
Il sultanato di Bijapur, sfruttando la guerra civile, attaccò e devastò Kurnool nel 1620, e prese totalmente la regione nel 1624. 
Rama Deva Raya, senza fratelli e figli, nominò il cugino Peda Venkata (Venkata III), nipote di Aliya Rama Raya, come successore. Morì nel 1632.